# 张逊之
张逊之（1909年—1986年），中国人民解放军将领、中国人民解放军开国少将。
曾任中国人民解放军后勤学院政治部副主任。1955年，授予中国人民解放军少将。